# Werner Eschauer
Werner Eschauer (ur. 26 kwietnia 1974 w Hollenstein) – austriacki tenisista, reprezentant w Pucharze Davisa.

## Kariera tenisowa
Zawodowym tenisistą był w latach 1998–2012.
Eschauer jest finalistą 1 turnieju rangi ATP World Tour w grze pojedynczej i grze podwójnej. W cyklu ATP Challenger Tour odniósł 10 triumfów w singlu, a w deblu wygrał 1 tytuł.
W 2007 i 2008 reprezentował Austrię w Pucharze Davisa rozgrywając 2 przegrane mecze singlowe.
W rankingu gry pojedynczej najwyżej był na 52. miejscu (27 sierpnia 2007), a w klasyfikacji gry podwójnej na 120. pozycji (14 kwietnia 2008).

### Finały w turniejach ATP World Tour
| Legenda                                      |
| -------------------------------------------- |
| Wielki Szlem                                 |
| Igrzyska olimpijskie                         |
| Tennis Masters Cup / ATP Finals              |
| ATP Masters Series / ATP Tour Masters 1000   |
| ATP International Series Gold / ATP Tour 500 |
| ATP International Series / ATP Tour 250      |

#### Gra pojedyncza (0–1)
| Końcowy wynik | Nr | Data          | Turniej    | Nawierzchnia | Przeciwnik   | Wynik finału |
| ------------- | -- | ------------- | ---------- | ------------ | ------------ | ------------ |
| Finalista     | 1. | 22 lipca 2007 | Amersfoort | Ceglana      | Steve Darcis | 1:6, 6:7(1)  |

#### Gra podwójna (0–1)
| Końcowy wynik | Nr | Data           | Turniej      | Nawierzchnia | Partner      | Przeciwnicy                | Wynik finału      |
| ------------- | -- | -------------- | ------------ | ------------ | ------------ | -------------------------- | ----------------- |
| Finalista     | 1. | 24 lutego 2008 | Buenos Aires | Ceglana      | Peter Luczak | Agustín Calleri Luis Horna | 0:6, 7:6(8), 2–10 |